# Tim Vincent
Tim Vincent,nascido Timothy Russell Walker (Overton, 4 de Novembro de 1972) é um ator e apresentador de televisão galês, o qual é mais conhecido por apresentar o programa infantil britânico Blue Peter entre 1993 e 1997. Sua carreira continuou a decolar após ele apresentar concursos de Miss Mundo e atualmente está apresentando Access Hollywood e Phenomenon.